# Cliff Lazarenko
Cliff Lazarenko (ur. 16 marca 1952 w Liss, Anglia) – profesjonalny brytyjski darter, najbardziej aktywny w latach 80. XX wieku. Brał udział w turniejach organizowanych przez obie federacje: British Darts Organisation i Professional Darts Corporation. Jest dwukrotnym zwycięzcą prestiżowego turnieju British Open (1980 i 1984).

## Występy w mistrzostwach świata
W nawiasie podane imię i nazwisko zawodnika – pogromcy Lazarenki

### BDO
- 1979: 1. runda (Terry O'Dea)
- 1980: półfinał (Bobby George)
- 1981: 3. miejsce
- 1982: 2. runda (Nicky Virachkul)
- 1983: ćwierćfinał (Jocky Wilson)
- 1984: 1. runda (Ceri Morgan)
- 1985: półfinał (John Lowe)
- 1986: 1. runda (Dave Lee)
- 1987: ćwierćfinał (John Lowe)
- 1988: 2. runda (Paul Reynolds)
- 1989: 1. runda (Wayne Weening)
- 1990: półfinał (Phil Taylor)
- 1991: 2. runda (Dave Whitcombe)

### PDC
- 1994: faza grupowa
- 1995: faza grupowa
- 1996: faza grupowa
- 1997: faza grupowa
- 1999: ćwierćfinał (Shayne Burgess)
- 2000: 1. runda (Dennis Smith)
- 2001: 2. runda (Roland Scholten)
- 2002: 1. runda (Roland Scholten)
- 2003: 1. runda (John Part)
- 2004: 2. runda (Steve Maish)